# 조선공산당 ML파
엠엘파(ML파)는 마르크스-레닌파의 준말로, 조선공산주의운동의 일파이다. 
서울파의 일부와 고려공청만주총국의 일부 인사들, 이르쿠츠크파 및 일월회 성원들이 1926년 4월 서울에서 결성되었다. 1926년 조선공산당 형성 이후 화요파가 대세를 잡자 그에 대응하여 만들어진 분파이다. 이후 조선공산주의운동은 엠엘파, 화요파, 서상파의 3파전이 시작되었다.
주요 인물로는 김근(金槿), 안광천, 양명, 한위건, 김준연, 고경흠 등이 있다.
조선공산당이 와해된 이후에도 엠엘파는 만주 활동을 재개, 당 재건을 위해 노력하였으며 한국전쟁 이후까지 존재했던 것으로 알려져 있다.

## 참고자료
- 이준식, 한국의 사회주의: 운동(3)/조선공산당 재건운동 《진보평론》 (제4호)